# Milchhübel
Milchhübel (česky doslovně Mléčný kopec) je vrch o nadmořské výšce 382 m na území obce Schmölln-Putzkau (místní část Putzkau) v zemském okrese Budyšín v Sasku.

## Charakteristika
Vrch leží v německé části Šluknovské pahorkatiny (Lausitzer Bergland) a její mesogeochoře Severní hornolužická vrchovina (Nördliches Oberlausitzer Bergland). Na západě na kopec navazuje Ziegelberg (344 m). Geologické podloží tvoří v západní části hybridní dvojslídý granodiorit a ve východní části lužický granodiorit. Převažujícím půdním typem je podzolová kambizem, kterou doplňují glej až koluvizem, erodovaná kambizem a parakambizem. Podél jižního úpatí protéká potok Wiedwasser, který je levým přítokem Wesenitz. Celý vrch tak náleží k povodí Labe a k úmoří Severního moře. Většina vrchu je zalesněná převážně jehličnatým lesem, svahy na severozápadě až severovýchodě mají zemědělské využití. Milchhübel je součástí lesní oblasti Hohwald a leží v chráněné krajinné oblasti Oberlausitzer Bergland.
Přes Milchhübel procházejí modrá a dvě žlutě značené turistické trasy, které směřují k Rückenbergu (479 m) a Valtenbergu (586 m). Po východním až severním svahu vede železniční trať Neukirch West–Bischofswerda. 